# Bisbat d'Imola
El bisbat d'Imola (italià: diocesi d'Imola; llatí: Dioecesis Imolensis) és una seu de l'Església catòlica, sufragània de l'arquebisbat de Bolonya, que pertany a la regió eclesiàstica Emília-Romanya. el 2006 tenia 135.000 batejats d'un total de 145.000 habitants. Actualment està regida pel bisbe Tommaso Ghirelli.

## Territori
La diòcesi es troba a cavall de dues regions administratives, l'Emilia Romagna i la Toscana, i de tres províncies: Bolonya, Ravenna i Florència.
La seu episcopal és la ciutat d'Imola, on es troba la catedral de Sant Cassià. En la seva llarga història, la diòcesi ha tingut tres catedrals: durant l'època romana va tenir la de Sant Llorenç; durant l'alta edat mitjana, el castrum sancti Cassiani; i des del segle xiii l'actual Duomo di San Cassiano.
El territori està dividit en 108 parròquies: 63 a la província de Bolonya i 45 a la de Ravenna.
Comprèn íntegrament o parcialment els següents municipis:
- 8 a la Bolonya: Imola, Dozza, Casalfiumanese, Monterenzio, Castel del Rio, Fontanelice, Borgo Tossignano i Mordano
- 9 a la Ravenna: Lugo, Conselice, Massa Lombarda, Cotignola, Bagnara di Romagna, Solarolo, Castel Bolognese, Riolo Terme i Casola Valsenio.

Per raons històriques, les localitats de Vila San Martino, Sant Potito i Bizzuno, a la ciutat de Lugo, pertanyen a la diòcesi de Faenza, així com la fracció de Zattaglia, a la ciutat de Casola Valsenio i les parròquies de la Pau i Biancanigo en comú Bolognese Castel. El poble de Sant Martino in Pedriolo, al municipi de Casalfiumanese, pertany a l'arxidiòcesi de Bolonya, la fracció de Lavezzola, al municipi de Conselice, pertany a l'arquebisbat de Ravenna. Uns pocs quilòmetres quadrats a la ciutat de Riolo Terme, prop Limisano, pertanyen en canvi a la diòcesi de Faenza-Modigliana, com uns pocs quilòmetres quadrats a la localitat de Castel del Rio de la parròquia de Valsalva i la frontera regional, dins del qual es troba la petita fracció - dividida en dos pel terme municipal, provincial i regional - de Moraduccio. També són municipis que es toquen en una petita part de la diòcesi d'Imola com Cotignola (amb només les parròquies de Barbian i Budrio), Solarolo (amb només les parròquies de Castelnuovo i Sant Mauro Abat), Monterenzio (amb uns pocs quilòmetres quadrats entre la ciutat de Casalfiumanese i la riba oest del Sillaro, sempre frontera cultural històrica entre l'Emilia i la Romanya). El poble de Giugnola compta amb quatre límits: municipal (incloent-hi Castel del Rio i Firenzuola), provincial (entre Bolonya i Florència), regional (entre Emília-Romanya i Toscana) i diocesà (entre les diòcesis d'Imola i Florència). Des del punt de vista eclesiàstic de la fracció de l'església de la Toscana-Romanya dedicada a Sant Dionís Areopagita cau a la localitat de Castel del Rio, però és part de l'arxidiòcesi de Florència.

### Arxiprestats
Les parròquies estan dividides en els següents arxiprestats:
- Imola: Sant'Agata, Sant'Agostino, Bergullo, San Cassiano, Croce Coperta, Croce in Campo, San Francesco d'Assisi, Pediano (Madonna di Ghiandolino), San Giacomo Maggiore del Carmine, San Giovanni Battista, San Giovanni Evangelista in Zolino, San Lorenzo D.M., San Maria in Regola, San Maria in Valverde, Nostra Signora di Fatima, Ponte Santo, Santo Spirito, Zello, Piratello.
- Dozza-Toscanella: Balia, Casola Canina, Dozza, Giardino, Montecatone, San Lorenzo in Piscerano, Ortodonico, Pieve di Cantalupo, Sasso Morelli, Sesto Imolese, Sellustra, Toscanella, Valsellustra.
- Vallata del Santerno :Sant'Andrea di Castel del Rio, Belvedere, Borgo Tossignano, Carseggio, Casalfiumanese, Casalino, Castel del Rio, Codrignano, Croara, Fontanelice, Fornione, Gesso, Ghiandolino, San Giovanni in Campo, Linaro, Santa Maria Maddalena, Mezzocolle, San Miniato, Orsara, Pezzuolo, Poggiolo, Posseggio, Prato, Sassoleone, Tossignano, Valsalva.
- Vallata del Senio: Sant'Apollinare in Castel Pagano, Baffadi, Budrio Petroso, Casola Valsenio, Costa, Gallisterna, Limisano, Ossano-Cuffiano, Prugno, Renzuno, Riolo Terme, Rivacciola, San Ruffillo, Valsenio.
- Media pianura: Bagnara di Romagna, Borello, Bubano, Campiano, Casalecchio, Castel Bolognese, Castelnuovo, San Mauro, San Prospero, Mordano, Serra, Chiusura.
- Bassa pianura: Ascensione, Belricetto, San Bernardino in Selva, Chiesanuova di Conselice, Chiesanuova San Giuseppe in Voltana, Conselice, Fruges, Giovecca, Massa Lombarda, San Lorenzo in Selva, Santa Maria in Fabriago, San Patrizio, Spazzate Sassatelli, Voltana, Villa Serraglio.
- Lugo: Barbiano, Budrio di Cotignola, Collegiata (Santi Francesco ed Ilaro), San Francesco di Paola, San Gabriele, San Giacomo Maggiore, Madonna del Molino, Madonna delle Stuoie, Zagonara.

## Història

### Forum Cornelii
La propagació del cristianisme a Fòrum Cornelii (l'actual Imola) data probablement del segle iii; el centre d'irradiació va ser Ravenna, una ciutat portuària amb amplis contactes amb l'Imperi Romà d'Orient. En 303-305, sota l'emperador Dioclecià, va tenir lloc a Fòrum Cornelii el martiri de Sant Cassià, patró de la ciutat i de la diòcesi. A la vall de Santerno el cristianisme es va estendre en els segles IV i V, com a resultat de l'activitat missionera.
La primera evidència de l'existència de la diòcesi de Fòrum Cornelii daten del segle iv i estan continguda en una carta de Sant Ambròs, arquebisbe de Milà, per un bisbe anomenat Costanzo: a la carta, escrita a principis del 379, Ambròs demana a Costanzo la «visitatio ecclesiae quae est ad Forum Cornelii», és a dir, que visiti l'església de Fòrum Cornelii, en aquell moment sense bisbe. A més del fet que en aquell temps l'església d'Imola estava vacant, la carta també informa que la diòcesi va ser sufragània de l'arxidiòcesi de Milà.
El primer bisbe corneliesc del qual coneix el nom és Corneli, a la primera meitat del segle v. La catedral era l'església de Sant Llorenç, que ja no existeix. Al segle v Fòrum Cornelii entrar a la província eclesiàstica de Ravenna, on va romandre fins al 1582.

### Castrum Sancti Cassiani
Durant la guerra gòtica (535-553) Fòrum Cornelii va ser destruïda pels franco-alemanys. Posteriorment el bisbe va traslladar la seva residència al lloc on es venerava el sepulcre de Sant Cassià, seu baptismal. Aquí es construí al segle v una basílica, al voltant del qual es van construir altres edificis sagrats i profans; després de l'any 1000 el complex va ser fortificat i va ser anomenat castrum sancti Cassiani. Aquest lloc va esdevenir seu episcopal durant uns sis segles. A l'interior es van portar les relíquies de Cassià i van ser custodiats fins i tot les dels sants Pere Crisòleg i Donato. Al voltant de la residència del bisbe es desenvolupà en les dècades següents un centre habitat.
El 568-69 la vall del Po i, per tant, Imola, va patir la traumàtica invasió dels llombards. Si bé s'havien convertit al cristianisme, eren de fe arriana, manifestant hostilitat vers l'episcopat catòlic. Només amb els impostos romans d'Orient, que van començar al 590 i es va perllongar durant els anys següents, el bisbe va ser capaç de tornar a les seves funcions. Posteriorment els llombards es van convertir al catolicisme. Quan va recuperar Imola, a 727-28, no van entrar en fricció amb el bisbe.
El 774 els llombards van ser derrotats pels francs de Carlemany; el seu domini a la Itàlia septentrional finalment va cessar. El bisbat de Sant Cassiano va tornar sota la jurisdicció de l'arquebisbe de Ravenna.
El 5 de gener de 1084 el bisbe Morando va atorgar les primeres concessions a la civitas Corneliese, la ciutat que s'alçava sobre la Via Emilia. L'acció no sancionava una divisió justa de poders: els contrastos entre el bisbe, que van continuar a residir fora de la ciutat, i el clergat de Sant Llorenç van persistir en les dècades posteriors. Des del segle xii es va fer cada vegada més difícil la convivència entre el bisbe i el clergat resident a Cornelii Fòrum, que va tenir com a centre l'església parroquial urbana de Sant Llorenç. Les diferències augmentaren després de la fundació de la comuna lliure, que també es van assentar al centre urbà corneliese, que va esdevenir un centre de poder per competir amb el bisbe.
Al voltant de 1130 el papa Honori II, natural dels Apenins imolencs, va tornar a l'episcopat imolenc els drets prèviament cedits pel bisbe Morando. El document és important perquè enumera totes les esglésies (18), els monestirs (també 18), castells (16) i els ports interiors (5) existents en el moment en l'àrea d'Imola. En 1159 Forum Cornelii va convertir en una ciutat gibelina, jurant lleialtat a l'emperador Frederic I de Suàbia. Aquesta aliança va fer inclinar la balança definitivament cap al centre sobre la Via Emilia. En 1162 el bisbe Rodolfo (avui beat), no va obeir l'ordre de l'emperador de reconèixer el seu antipapa, escollint el camí de l'exili a la Massa di Sant'Ambrogio (actual Castel del Rio). Va tornar a la seva seu tres anys després.

### Imola

#### Delseglexiifins a la conquesta de Roma
El 1175 Cristiano, canceller i general de l'emperador, va atacar a tots els castells güelfs existents a la zona, incloent-hi el castrum sancti Cassiani, que va ser arrasat. Van ser robades les relíquies dels sants Pere Crisòleg i Donato. Només es van salvar les de Sant Cassià. Després de la destrucció del castrum, seu episcopal, el bisbe Enrico (1173-1193) va haver de mudar-se a Forum Cornelii: el 3 de juliol de 1187 va tenir lloc l'acte oficial pel qual el municipi va permetre al bisbe erigir la nova catedral i el palau episcopal. En 1217, les relíquies de Sant Cassià van ser traslladades a la nova catedral.
En 1582 la diòcesi d'Imola va passar de la província eclesiàstica de Ravenna a la nova seu metropolitana de Bolonya. Es va quedar allà durant uns anys: ja el 1605 va tornar a ser sufragània de Ravenna. Des de 1872, la diòcesi tornà un cop més a ser sufragània de l'arxidiòcesi de Bolonya.
Es deu al bisbe Francesco Guarino la fundació del seminari diocesà l'1 de gener de 1567, només quatre anys després de les decisions adoptades en el Concili de Trento sobre la formació del clergat. Durant més d'un segle i mig, el seminari, el primer fundat a la Romanya, tenia la seu al Mont de Pietat. En 1728 va ser traslladat al mig de Fortezza della (avui Via Garibaldi) pel bisbe, cardenal Ulisse Gozzadini. El seminari actual està fora d'Imola, al turó de Montericco, i va ser inaugurat en els anys setanta del segle xx.
Tres bisbes d'Imola van ser elegits Papa: Alexandre VII, Pius VII i Pius IX. Altres setze bisbes d'Imola han estat cardenals.

#### De la Conquesta de Roma fins avui
Després de la conquesta de Roma al territori de la diòcesi van sorgir cinc congregacions religioses:
- 1872: a Lugo les Filles de Sant Francesc de Sales;
- 1876 a Imola: les «Esclaves del Sagrat Cor de Jesús sota la protecció de Sant Josep»;
- 1888: a Lugo les Esclaves del Sagrat Cor de Jesús Agonizant;
- 1921: a Castel del Rio les «Pies Obreres de Sant Josep»;
- 1923: a Imola le «Germanetes Santa Teresa de l'Infant Jesús».

Entre les persones que han estat un punt de referència per a les comunitats parroquials cal destacar a: don Carlo Cavina de Lugo (1820-1880); mons. Marc Morelli de Lugo (1834-1912); don Angelo Bughetti d'Imola (1877-1935) i don Giulio Minardi d'Imola (1898-1990).
Sacerdots assassinats entre 1944 i 1945
Set sacerdots de la diòcesi d'Imola van ser assassinats deliberadament durant la Segona Guerra Mundial. A només dos assassinats s'ha identificat amb certesa els autors.
Quatre sacerdots van ser assassinats durant el conflicte:
- Gabriele Costa, nascut Antonio (Massa Lombarda, 1898 - Massa Carrara, 10 de setembre de 1944), assassinat per forces alemanyes
- Settimio Patuelli (Linaro di Imola, 1882 - Sassoleone, 24 de setembre de 1944, assassinat per les tropes alemanyes durant una represàlia (la Massacre de Sassoleone). El 25 d'abril de 2006 el Presidente de la República Carlo Azeglio Ciampi li conferí la Medalla d'or a la memòria.;[6]
- Giovanni Ferruzzi (Lugo, 1882 - S. Maria in Fabriago, 3 d'abril de 1945), assassinat per desconeguts mentre que completava les benediccions pasquals per les cases;[7]
- Luigi Pelliconi (Mordano, 1880 - Poggiolo di Imola, 14 d'abril de 1945), assassinat per les tropes alemanyes.

Tres sacerdots van ser assassinats després de la fi del conflicte:
- Tiso Galletti (Conselice, 1909 - Escombrat Sassatelli 9 maig 1945), va ser abatut per dos partisans comunistes que el va trobar assegut al costat amb uns familiars en un banc i li descarregaren una andanada de trets. El 2 de novembre de 1954 Efrem Head, comandant de la polizia partigiana de Conselice, va ser condemnat a setze anys a la presó com a autor de l'assassinat. Va obtenir el benefici de l'indult i no va sofrir la pena.[8]
- Giuseppe Galassi (Imola, 1890 - Sant Llorenç di Lugo, 31 de maig de 1945), va ser copejat i després a llarg assassinat per una ràfega de trets de les tropes partisanes comunistes; el seu cos va ser trobat en una rasa;[9]
- Teobaldo Daporto (S. Prospero Imola, 1905 - Casalfiumanese 10 de setembre de 1945). El seu assassí va ser un colon de la granja parroquial. Va confessar i es va suïcidar abans de ser traslladat a la cort de districte per ser interrogat.[10]

Durant la Segona Guerra Mundial don Giulio Minardi, director de l'Institut "Santa Catalina" d'Imola i rector, va salvar a més de 200 jueus de la deportació als camps de concentració nazis. Israel ha inclòs en la llista de «Justos entre les Nacions».
El 1986 la diòcesi va rebre Sa Santedat Joan Pau II durant la seva visita pastoral a la Romanya. El pontífex va arribar a la tarda del 8 de maig i va romandre a la ciutat fins a l'endemà. L'última visita d'un pontífex a Imola es remuntava a 1857.

## Sants i Beats de la diòcesi

### Sants
- Sant Cassià († 303/305) màrtir, patró de la diòcesi
- Sant Pere Crisòleg (finals del segle iv - 450), imolès, patró secundari d'Imola i de la diòcesi.
- Sant Corneli († 405), bisbe
- Sant Donat (finals del segle iv – inicis del segle V)
- Sant Proiet († 483), bisbe d'Imola
- Sant Maureli († 532), bisbe d'Imola
- Sant Terenci (alta edat mitjana)

### Beats
- Beat Basilio (segle vi)
- Beat Rodolfo da Ravenna, O.S.B., abat de Santa Maria in Regola i bisbe d'Imola entre 1147 i 1166.
- Beata Lucia da Settefonti (segles XII)
- Beat Simone da Tossignano (segles XII)
- Beat Pagano da Lugo (segles xiii)
- Beat Bonavita da Lugo (1238-1275)
- Beat Giovanni Vespignani (segles xiii i xiv)
- Beat Pietro Pattarini († 1320)
- Beat Giovanni Tavelli (1368-1446), bisbe de Ferrara entre 1431-1446
- Beat Gabriele Sforza (1423-1457)
- Beat Gaspare Sighicelli († 1457)
- Beat Mariano Biondi da Barbiano (vers 1410 - 1495)
- Beat Geremia Lambertenghi (1440-1513)
- Beat Alessandro Baldrati da Lugo (1595-1645)
- Beat Pius IX (1792-1878)

## Cronologia episcopal
- Anonimo † (? - 378 mort)
  - Sede vacante
- Cornelio † (primera meitat del segle v)[12]
- San Proietto † (? - vers 483 mort)
- Pacaziano † (citat el 502)
- San Maurelio † (532)[13]
- Nessor (o Messor o Nestore) † (citat el 564)[14]
- Anonimo † (? - vers 596 deposat)
- Anonimo † (597 - ?)
- Basilio † (segle vi)[15]
- Deusdedit † (632)[16]
- Boeto † (citat el 649)
- Barbato † (citat el 680)
- Eugenio di Imola † (801 - finals de 817)
- Pietro di Imola † (inicis de 858 - finals de 861)
- Giovanni I † (886 - ?)
- Giovanni II † (citat el 946)
- Giovanni III † (inicis de 954 - finals de 973)[17]
- Raimbaldo † (citat el 998)
- Paolo † (inicis de 1012/1215 - finals de 1032)
- Pellegrino † (citat el 1046)
- Odelrico (o Udalrico o Adelrico) † (inicis de 1053 - finals de 1074)[18]
- Morando † (vers 1084 - 1094 deposat)
- Otto † (vers 1095 - vers 1107 mort)
- Ubaldo † (inicis de 11 de febrer de 1108 - 1122 mort)
- Otrico † (1122 - 1126)
- Bennone † (1126 - 1139 mort)
- Randuino † (inicis d'agost de 1140 - finals de juny de 1146)
- Gerardo † (1146 - 1146)
- Beat Rodolfo, O.S.B. † (inicis d'octubre de 1146 - finals d'abril de 1166 mort)
- Arardo † (inicis de novembre de 1167 - vers 1174 mort)
- Enrico † (vers 1174 - vers 1193 mort)
- Alberto † (1193 - 1200 mort)
- Alberto Oselletti † (1200 - 10 de març de 1202 nomenat arquebisbe de Ravenna)
- Geremia † (1202 - 1205 mort)
- Mainardino degli Aldighieri † (1205 - 1249 mort)[19]
- Tommaso degli Ubaldini † (9 d'agost de 1249 - 30 d'octubre de 1269 mort)
- Sinibaldo † (1270 - 19 de juliol de 1297 mort)
  - Ramberto † (bisbe electe)
- Benedetto † (1298 - 1299 mort)
- Giovanni Muti Papazzurri † (6 de febrer de 1300 - 3 d'agost de 1302 nomenat bisbe de Rieti)
- Matteo Orsini, O.F.M. † (5 d'agost de 1302 - 12 de gener de 1317 nomenat bisbe de Chiusi)
- Rambaldo (o Raimboldo) † (12 de gener de 1317 - 1341 mort)
- Carlo Alidosi † (18 de juliol de 1342 - vers de gener de 1354 mort)
- Litto Alidosi † (29 de gener de 1354 - 3 de juliol de 1381 mort)
  - Marino del Giudice † (1382) (administrador apostòlic)
- Guglielmo Alidosi † (19 d'abril de 1382 - 22 desembre de 1382 mort)
- Giacomo Carafa † (1383 - 1384 nomenat arquebisbe de Bari)
- Emanuele Fieschi † (15 d'agost de 1386 - 1390 mort)
- Antonio Calvi † (31 d'octubre de 1390 - 22 desembre de 1395 nomenat bisbe de Todi)
- Giacomo Guidotti † (22 desembre de 1395 - 1399 mort)
- Nicolò d'Assisi † (24 de setembre de 1399 - 22 de març de 1402 nomenat bisbe de Segna)
  - Francesco di Nizza † (1399 - 17 d'octubre de 1403 nomenat bisbe de Niça) (antibisbe)
- Ermanno Brancaleoni † (23 d'agost de 1402 - 23 de maig de 1412 mort)
- Pietro Ondedei † (22 de juny de 1412 - 1450 mort)
- Beat Gaspare Sighigelli, O.P. † (27 de març de 1450 - 1457 mort)
- Antonio Castellani Volta † (16 de setembre de 1457 - desembre de 1470 mort)
  - Giovanni Dati, O.E.S.A. † (1471 - 1471 mort) (bisbe electe)
- Giorgio Buchi † (6 d'octubre de 1471 - de novembre de 1479 mort)
- Giacomo Passarella † (27 de novembre de 1479 - 17 de setembre de 1488 nomenat bisbe de Rimini)
- Simone Bonadies † (17 de setembre de 1488 - 10 de febrer de 1511 nomenat bisbe de Rimini)
- Domenico Scribonio dei Cerboni † (10 de febrer de 1511 - 1533 dimití)
  - Niccolò Ridolfi † (4 d'agost de 1533 - 17 de maig de 1546 dimití) (administrador apostòlic)
- Girolamo Dandini † (17 de maig de 1546 - 11 de maig de 1552 dimití)
- Anastasio Umberto Dandini † (11 de maig de 1552 - 25 de març de 1558 mort)
- Girolamo Dandini † (1558 - 4 desembre de 1559 mort) (per la seconda volta)
  - Vitellozzo Vitelli † (7 de febrer de 1560 - 24 d'octubre de 1561 dimití) (administrador apostòlic)
- Francesco Guarini † (24 d'octubre de 1561 - 1569 mort)
- Giovanni Aldobrandini † (26 d'agost de 1569 - 9 de febrer de 1573 dimití)
- Vincenzo Ercolani, O.P. † (9 de febrer de 1573 - 27 de novembre de 1579 nomenat bisbe de Perusa)
- Alessandro Musotti † (9 desembre de 1579 - 23 de gener de 1607 mort)
- Giovanni Garzia Millini † (7 de febrer de 1607 - 27 de juny de 1611 dimití)
- Beat Rodolfo Paleotti † (27 de juny de 1611 - 23 de maig de 1619 mort)
- Ferdinando Millini † (17 de juny de 1619 - 13 d'agost de 1644 mort)
- Mario Theodoli † (17 d'octubre de 1644 - 19 de febrer de 1646 dimití)
- Marco Antonio Coccini † (19 de febrer de 1646 - 15 d'agost de 1650 mort)
- Fabio Chigi † (13 de maig de 1652 - 7 d'abril de 1655 elegit papa amb el nom d'Alexandre VII)
- Giovanni Stefano Donghi † (2 d'agost de 1655 - 26 de febrer de 1663 nomenat bisbe de Ferrara)
- Francesco Maria Ghislieri † (1 de setembre de 1664 - 4 de juliol de 1672 mort)
- Costanzo Zani, O.S.B. † (12 de setembre de 1672 - 16 de juny de 1694 mort)
- Taddeo Luigi dal Verme † (2 de gener de 1696 - 14 de març de 1701 nomenat bisbe de Ferrara)
- Filippo Antonio Gualterio † (21 de novembre de 1701 - 14 d'octubre de 1709 nomenat arquebisbe, a títol personal, de Todi)
- Ulisse Giuseppe Gozzadini † (19 de febrer de 1710 - 20 de març de 1728 mort)
- Giuseppe Accoramboni † (12 d'abril de 1728 - 22 de febrer de 1739 dimití)
- Tommaso Maria Marelli, C.O. † (23 de febrer de 1739 - 9 de febrer de 1752 mort)
- Giovanni Carlo Bandi † (20 de març de 1752 - 23 de març de 1784 mort)
- Servent de Déu Barnaba Chiaramonti, O.S.B. † (14 de febrer de 1785 - 8 de març de 1816 dimití)
- Antonio Lamberto Rusconi † (8 de març de 1816 - 1 d'agost de 1825 mort)
- Giacomo Giustiniani † (13 de març de 1826 - 16 desembre de 1832 dimití)
- Beat Giovanni Maria Mastai Ferretti † (17 desembre de 1832 - 16 de juny de 1846 elegit papa amb el nom de Pius IX)
- Gaetano Baluffi † (21 de setembre de 1846 - 11 de novembre de 1866 mort)
- Vincenzo Moretti † (27 de març de 1867 - 27 d'octubre de 1871 nomenat arquebisbe de Ravenna)
- Luigi Tesorieri † (27 d'octubre de 1871 - 2 d'abril de 1901 mort)
- Francesco Baldassarri † (15 d'abril de 1901 - 9 de novembre de 1912 mort)
- Paolino Tribbioli, O.F.M.Cap. † (9 d'abril de 1913 - 12 de maig de 1956 mort)
- Benigno Carrara † (12 de maig de 1956 - 12 de març de 1974 jubilat)[20]
- Luigi Dardani † (12 de març de 1974 - 19 de juliol de 1989 jubilat)
- Giuseppe Fabiani (19 de juliol de 1989 - 18 d'octubre de 2002 jubilat)
- Tommaso Ghirelli, des del 18 d'octubre de 2002

## Estadístiques
A finals del 2006, la diòcesi tenia 135.000 batejats sobre una població de 145.000 persones, equivalent al 93,1% del total.
| any  | població | població | població | sacerdots | sacerdots       | sacerdots       | sacerdots             | diaques | religiosos | religiosos | parroquies |
| ---- | -------- | -------- | -------- | --------- | --------------- | --------------- | --------------------- | ------- | ---------- | ---------- | ---------- |
| any  | batejats | total    | %        | total     | clergat secular | clergat regular | batejats por sacerdot | diaques | homes      | dones      |            |
| 1950 | 144.226  | 144.450  | 99,8     | 243       | 196             | 47              | 593                   |         | 16         | 354        | 132        |
| 1969 | 137.200  | 148.900  | 92,1     | 196       | 162             | 34              | 700                   |         | 46         | 491        | 113        |
| 1980 | 142.700  | 148.200  | 96,3     | 164       | 139             | 25              | 870                   |         | 31         | 365        | 131        |
| 1990 | 138.500  | 143.600  | 96,4     | 153       | 139             | 14              | 905                   |         | 17         | 340        | 111        |
| 1999 | 149.000  | 150.000  | 99,3     | 136       | 121             | 15              | 1.095                 | 6       | 16         | 337        | 108        |
| 2000 | 135.000  | 139.000  | 97,1     | 135       | 120             | 15              | 1.000                 | 9       | 17         | 170        | 109        |
| 2001 | 135.000  | 140.000  | 96,4     | 133       | 120             | 13              | 1.015                 | 9       | 14         | 163        | 108        |
| 2002 | 135.000  | 140.000  | 96,4     | 132       | 120             | 12              | 1.022                 | 9       | 13         | 158        | 108        |
| 2003 | 135.000  | 140.000  | 96,4     | 131       | 117             | 14              | 1.030                 | 9       | 15         | 153        | 108        |
| 2004 | 135.000  | 140.000  | 96,4     | 123       | 110             | 13              | 1.097                 | 9       | 15         | 150        | 109        |
| 2006 | 135.000  | 145.000  | 93,1     | 119       | 106             | 13              | 1.134                 | 9       | 17         | 140        | 108        |

La següent estadística mostra l'evolució de la vida social i religiosa a la diòcesi del 1990 al 2010:
 [Fonte: Diocesi di Imola, 2012]
| Tipologia                                     | 1990            | 2000            | 2010            |
| Població diocesana                            | 141.271         | 144.682         | 157.024         |
| Alumnes que segueixen l'I. R. C.              | 13.855 (88,55%) | 14.176 (84,01%) | 18.802 (83,06%) |
| Matrimonis religiosos                         | 620 (76,92%)    | 511 (67,86%)    | 322 (45,93%)    |
| Fills nascuts del matrimoni                   | 92,34%          | 77,58%          | 65,53%          |
| 8 per mil a l'Església catòlica               | 61,20%          | 65,20%          | 63,90%          |
| Inscrits a escoles paritàries                 | 1.825           | 1.817           | 2.986           |
| Clergat secular                               | 149             | 133             | 116             |
| Edat mitjana del clergat secular              | 60,4            | 64,7            | 65,1            |
| Religiosos                                    | 695             | 752             | 725             |
| Ministeris instituïts                         | 0               | 9               | 34              |
| Aderenti associazioni                         | 4.339           | 4.269           | 4.663           |
| Estudiants a l'Istitut de Ciències Religioses | 74              | 68              | 146             |
| Ofertes liberals                              | € 58.717        | € 64.068        | € 42.748        |